# Thomas Martin (Koch)
Thomas Martin (* 16. Oktober 1966 in Mannheim) ist ein deutscher Koch.

## Werdegang
Nach der Ausbildung wechselte Martin 1988 zur Burg Windeck bei Peter Wehlauer in Bühl und 1990 zu Lothar Eiermanns Friedrichsruhe in Zweiflingen. 1991 ging er nach München zu Eckart Witzigmann in dessen Aubergine. 1994 folgte Zur Traube bei Dieter L. Kaufmann in Grevenbroich.
Seit 1997 ist Martin Küchenchef im Jacobs Restaurant im Hotel Louis C. Jacob in Hamburg, wo er seit Jahren mit einem Michelin-Stern und 18 Punkten im Gault-Millau ausgezeichnet wird. 2012 erhielt das Restaurant zwei Michelin-Sterne. Der Schlemmer Atlas bewertete ihn 2012 mit der Bestnote von 5 Kochlöffeln und zählte ihn damit zu den „Spitzenköchen des Jahres“.
Seit 2021 hat das Restaurant keine Sterne mehr.

## Auszeichnungen
- 2002 Koch des Jahres, Gault Millau[5]
- 2004 Köcheoskar[6]
- 2012–2020: zwei Michelin-Sterne für das Jacobs Restaurant in Hamburg[2]
- 2012 fünf Kochlöffel vom Schlemmer Atlas[3]